# Marcin Sapa
Marcin Sapa (* 10. Februar 1976 in Konin) ist ein ehemaliger polnischer Radrennfahrer, der im Straßenradsport aktiv war.

## Sportlicher Werdegang
1998 siegte er im Skandisloppet, dem ältesten schwedischen Eintagesrennen. Marcin Sapa gewann 2001 zwei Etappen der Marokko-Rundfahrt. Er gewann bei der Polen-Rundfahrt 2004 eine Etappe und eroberte auf der folgenden Etappe das Führungstrikot, welches er drei Tage lang trug. Im folgenden Jahr entschied er das belgische Eintagesrennen Schaal Sels-Merksem für sich. 2006 sicherte er sich den Gesamtsieg in der polnischen ProLigi.
2007 und 2008 konnte Sapa zahlreiche internationale Erfolge seinem Palmarès hinzufügen. Zudem wurde er 2008 polnischer Meister im Straßenrennen. Daraufhin erhielt er zur Saison 2009 einen Vertrag beim UCI WorldTeam Lampre-N.G.C. 2009 bestritt er mit dem Team die Tour de France und belegte Platz 146. 2010 gewann er mit der letzten Etappe der Bayern-Rundfahrt ein Rennen der hors categorie.
Nach der Saison 2010 verließ Sapa das Team Lampre und blieb 2011 ohne internationales Team. Ungeachtet dessen gewann er 2011 die Gesamtwertung des Course de la Solidarité Olympique. 2012 wurde er Mitglied im polnischen UCI Continental Team BDC Marcpol. 2013 trug er sich zunächst in die Siegerlisten der Dookoła Mazowsza und der Tour of Bulgaria ein. In einer Dopingprobe von Dookola Mazowsza wurde später das Dopingmittel Acetazolamid gefunden, worauf er von der UCI für 18 Monate gesperrt wurde. Nach Ablauf der Sperre kehrte er nicht mehr in den Radsport zurück.

## Erfolge
2004
- eine Etappe Polen-Rundfahrt

2005
- Schaal Sels-Merksem

2007
- Grand Prix Hydraulika Mikolášek
- eine Etappe Bałtyk-Karkonosze Tour
- Pomorski Klasyk
- eine Etappe Slowakei-Rundfahrt
- zwei Etappen Kroatien-Rundfahrt

2008
- Polnischer Meister – Straßenrennen
- Gesamtwertung und Mannschaftszeitfahren Mazovia Tour
- Gesamtwertung und eine Etappe Tour of Małopolska

2010
- eine Etappe Bayern-Rundfahrt

2011
- Gesamtwertung und eine Etappe Course de la Solidarité Olympique

2013
- Gesamtwertung Dookoła Mazowsza
- eine Etappe Tour of Bulgaria